# Maryborough (Australia)
Maryborough – miasto w Australii, w stanie Wiktoria.